# 刘荣喜
刘荣喜（1953年—），山东淄博人，回族，中华人民共和国政治人物、全国人民代表大会山东地区代表。
毕业于北京经济学院经济管理专业。加入中国共产党。担任山东淄博灯塔民族社区的党委书记、淄博市伊斯兰教协会会长。2008年起担任全国人大代表。2013年，担任全国人大代表。